# 第55独立親衛自動車化狙撃旅団 (ロシア陸軍)
第55独立親衛自動車化狙撃旅団（だい55どくりつしんえいじどうしゃかそげきりょだん、ロシア語: 55-я отдельная гвардейская мотострелковая бригада）は、ロシア陸軍の旅団。第41親衛諸兵科連合軍隷下。

## 概要

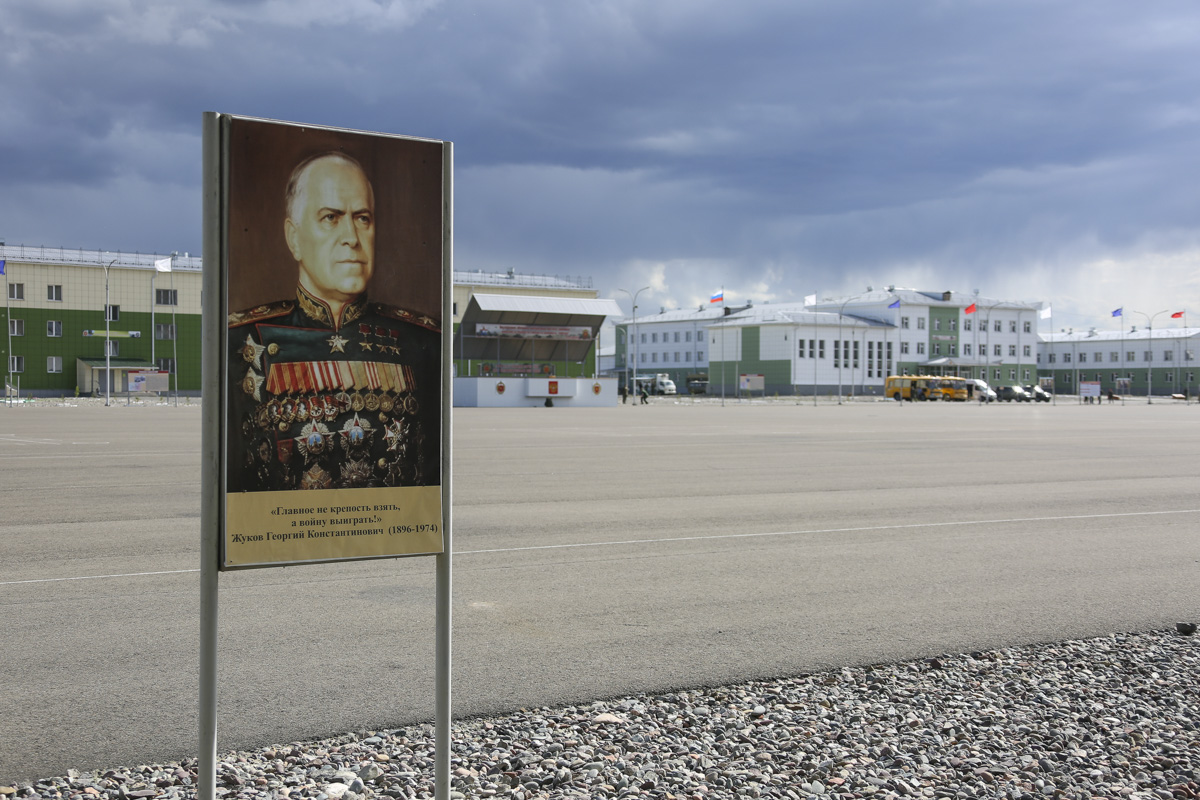
クズル駐屯基地

2015年11月、中央軍管区隷下の山岳部隊としてトゥヴァ共和国で創設された。

### ロシアのウクライナ侵攻

#### 北部・チェルニーヒウ戦線
2022年2月24日、ロシアのウクライナ侵攻でベラルーシに配備され、北部チェルニーヒウ州で攻勢を開始し、3月にチェルニーヒウ地区ヤヒドネ村を占領したが、戦争犯罪で子供74人と障害者5人を含む住民360人を地下室に28日間監禁して高齢者10人を死亡させ、同月にウクライナ軍に撃退されてチェルニーヒウ州から撤退した。

#### 北東部・イジューム戦線
2022年4月、北東部ハルキウ州イジューム地区に再配置されて攻勢を開始したが、バルビンコベで撃退された。

#### 東部・バフムート戦線
2022年8月、激戦地の東部ドネツィク州バフムート地区に再配置され、第21独立親衛自動車化狙撃旅団、第35独立親衛自動車化狙撃旅団と共に攻勢を開始したが、バフムート北のシヴェルシク方面で撃退された。

#### 東部・スヴァトヴェ-クレミンナ戦線
2023年3月、東部ルハーンシク州セヴェロドネツィク地区に再配置され、クレミンナ西のリマン方面を防御した。

#### 東部・アウディーイウカ戦線

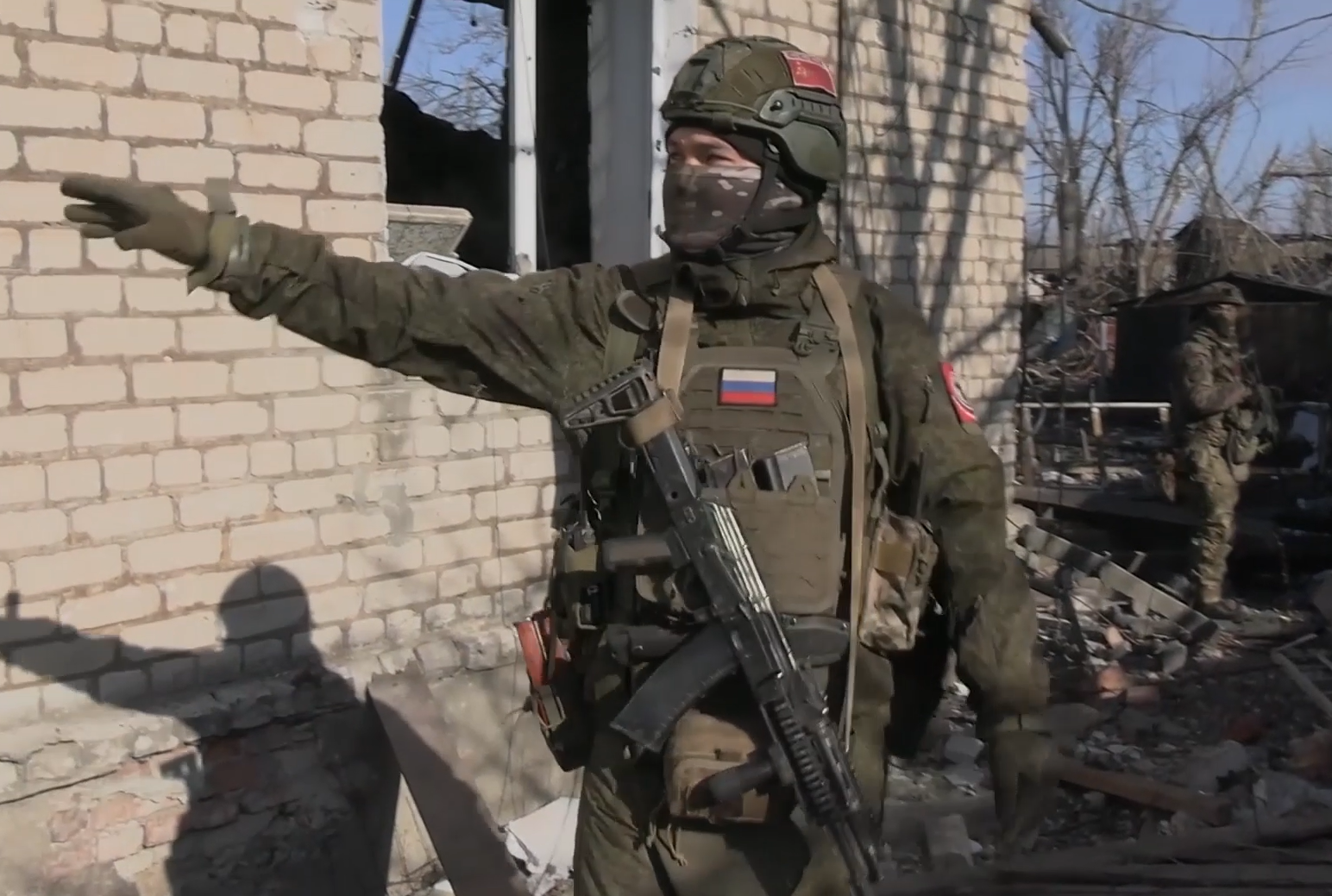
アウディーイウカに展開する様子

2023年10月、激戦地の東部ドネツィク州ポクロウシク地区に再配置され、第1軍団、第2親衛諸兵科連合軍の救援で攻勢を開始し、2024年2月にアウディーイウカを占領した。団員が4割程度まで減少する損害を受けたと推定された。
2024年1月3日、ウラジーミル・プーチン大統領より、名誉称号「親衛隊」を授与された。

## ギャラリー

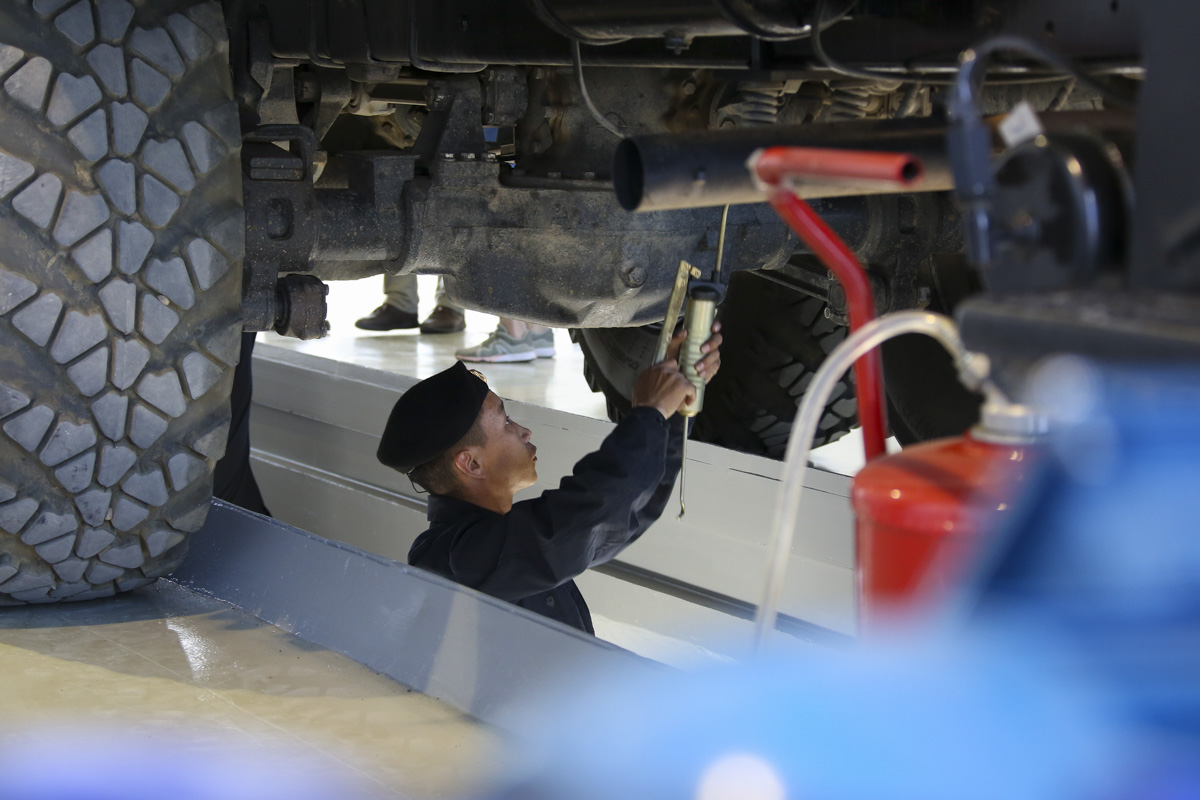
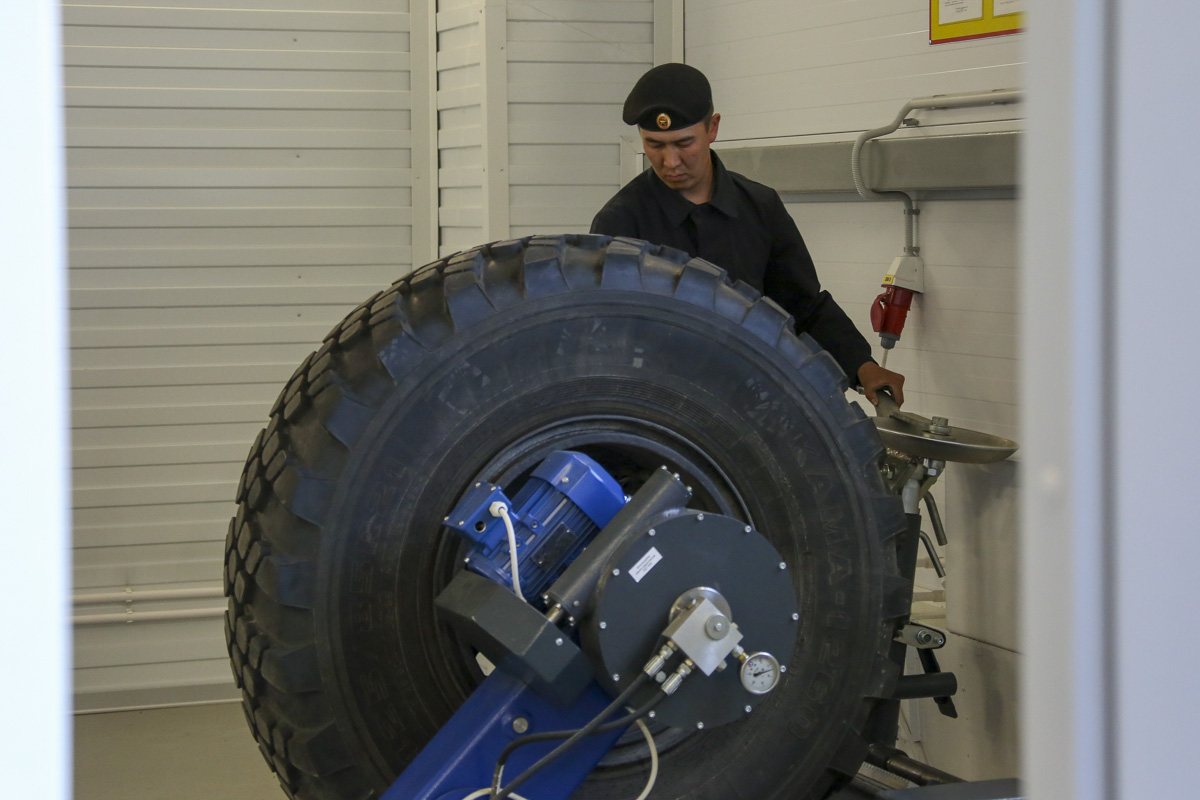
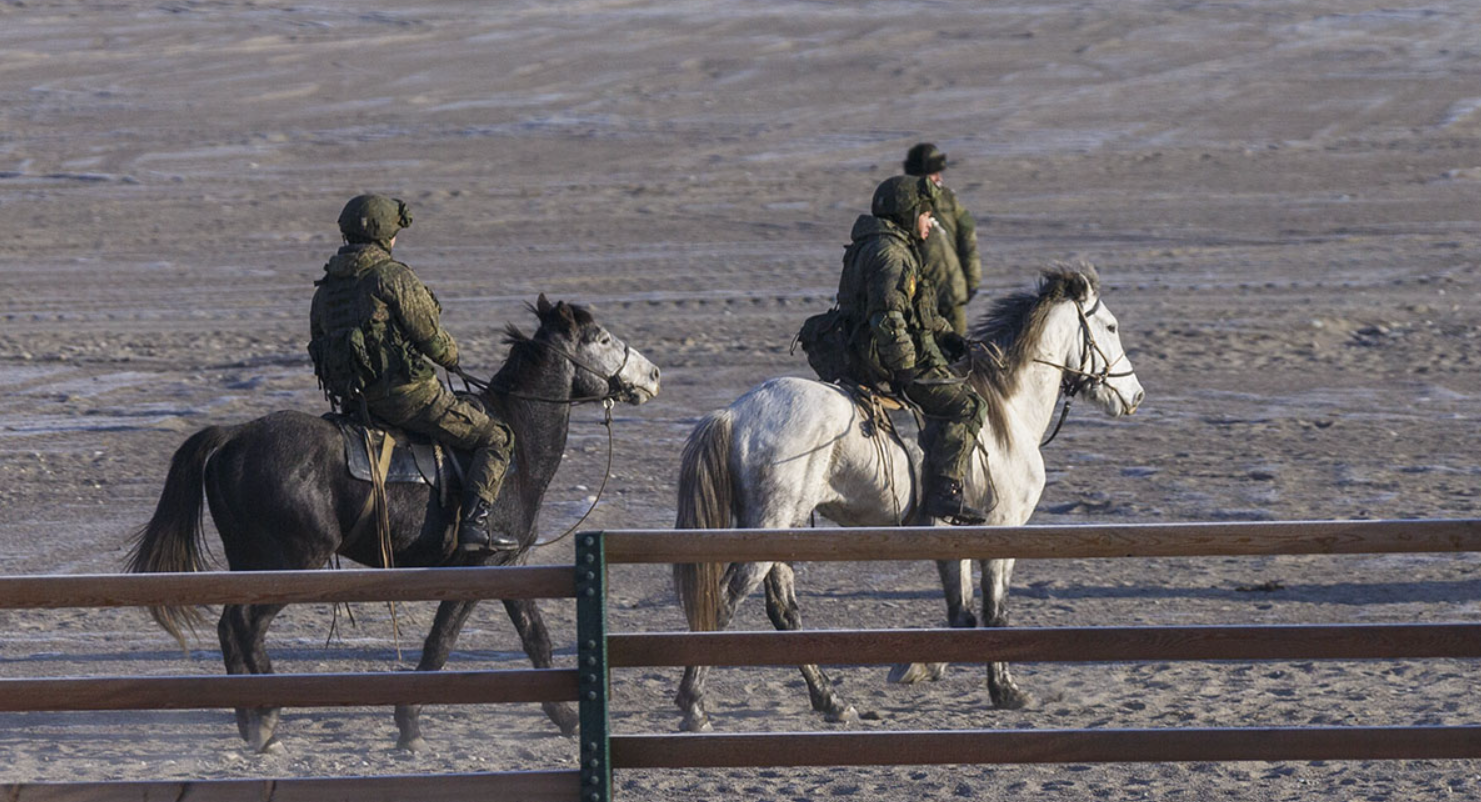
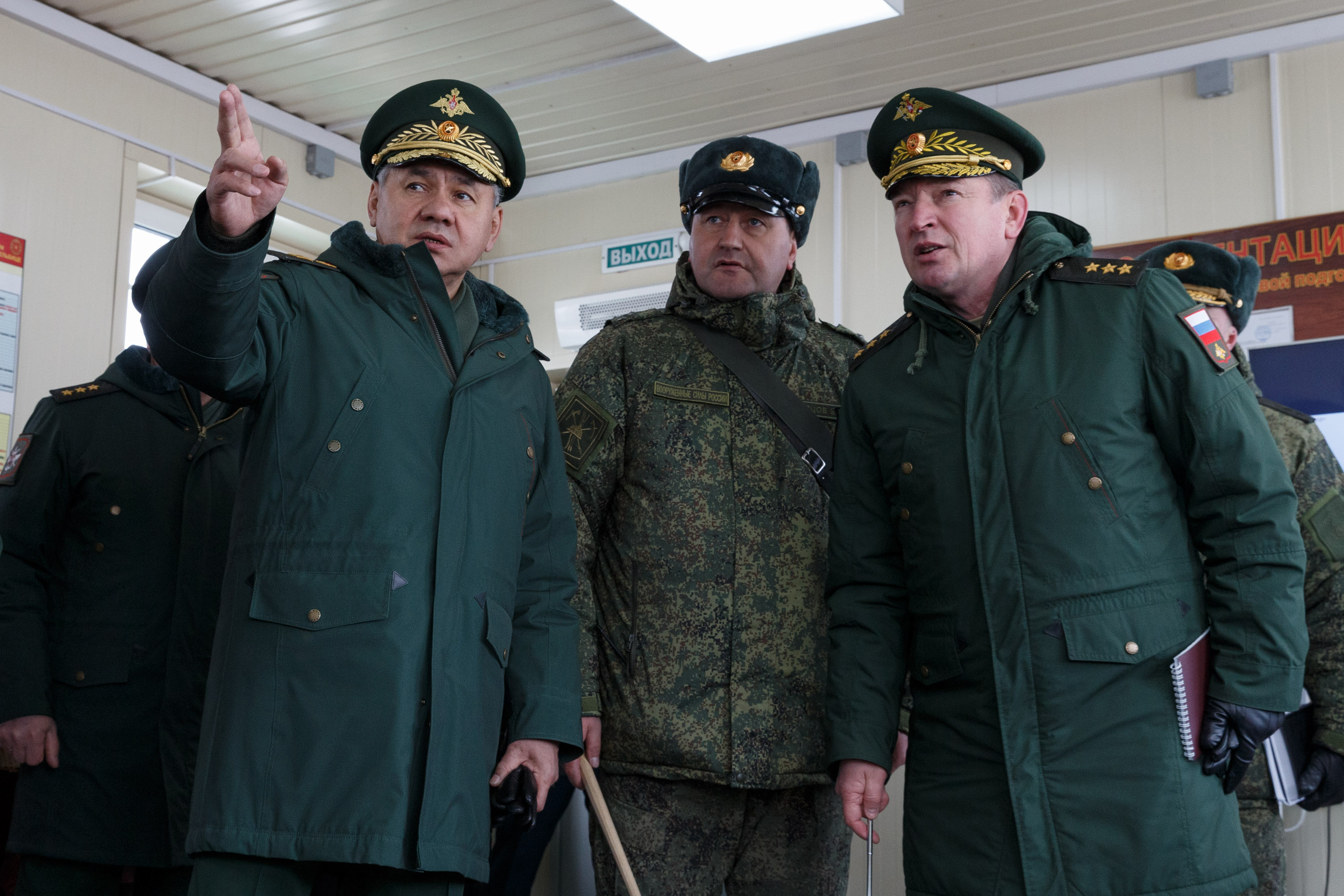

## 編制
- 旅団司令部（クズル）
- 第1山岳自動車化狙撃大隊
- 第2山岳自動車化狙撃大隊
- 自走砲大隊
- 高射ミサイル大隊

- 偵察大隊
- 工兵大隊
- 通信大隊
- 兵站大隊
- 整備中隊
- NBC防護中隊
- 衛生中隊
- 無人機中隊